# Садкув (Олесницький повіт)
Садкув (пол. Sadków) — село в Польщі, у гміні Доброшиці Олесницького повіту Нижньосілезького воєводства.
Населення — 301 особа (2011).
У 1975-1998 роках село належало до Вроцлавського воєводства.

## Демографія
Демографічна структура станом на 31 березня 2011 року:
|          | Загалом | Допрацездатний вік | Працездатний вік | Постпрацездатний вік |
| -------- | ------- | ------------------ | ---------------- | -------------------- |
| Чоловіки | 148     | 27                 | 111              | 10                   |
| Жінки    | 153     | 38                 | 89               | 26                   |
| Разом    | 301     | 65                 | 200              | 36                   |